# Courtney Hoffos
Courtney Hoffos (* 30. August 1997 in Invermere, British Columbia) ist eine kanadische Freestyle-Skierin. Sie ist auf die Disziplin Skicross spezialisiert. Bei den Weltmeisterschaften 2025 gewann sie die Silbermedaille.

## Biografie
Courtney Hoffos stammt aus Windermere in British Columbia und startete ihre sportliche Laufbahn als Skirennläuferin. Im Alter von 17 Jahren wechselte sie zum Skicross.
Im Dezember 2018 bestritt sie in Sun Peaks ihre ersten beiden FIS-Rennen und erreichte als Zweite auf Anhieb einen Podestplatz. Auch im Nor-Am Cup konnte sie von Anfang reüssieren und belegte gleich in ihrer ersten Saison Platz drei in der Skicross-Disziplinenwertung. Bei den Juniorenweltmeisterschaften in Val Thorens scheiterte sie erst im Halbfinale und belegte letztlich Rang sechs. In den folgenden Jahren war sie auf Nor-Am-Ebene weiterhin erfolgreich, schaffte insgesamt 17 Podestplätze und im März 2023 in Ontario einen Sieg. Auch im Europacup gelang ihr ein Sieg auf der Reiteralm.
Am 20. Januar 2018 gab Hoffos in Nakiska ihr Debüt im Freestyle-Skiing-Weltcup und belegte Platz 21. Ihre ersten Überseerennen absolvierte sie im Dezember 2019 in Val Thorens und schaffte als Zweite hinter Sandra Näslund gleich ihren ersten Podestplatz. Auch in den beiden folgenden Rennen fuhr sie als jeweils Dritte auf das Podest. Wenige Wochen später erlitt sie in Nakiska eine Schulterverletzung und ein gebrochenes Handgelenk zu und musste die Saison vorzeitig beenden. Ein Jahr danach gewann sie bei ihren ersten Weltmeisterschaften in Idre das kleine Finale und belegte Rang fünf. Im Weltcup gelang ihr danach in Bakuriani an der Seite von Christopher Del Bosco erstmals Platz zwei im Mixed. In der Disziplinenwertung erreichte sie mit Rang sechs ein Karrierehoch. Im Rahmen des olympischen Rennens von Peking drang sie erneut bis ins Halbfinale vor und wurde am Ende Sechste. Bei den folgenden Weltmeisterschaften in Bakuriani kam sie nicht über Rang 17 hinaus.
Nachdem sie den Winter 2023/24 aufgrund eines Kreuzbandrisses verpasst hatte, kehrte sie erfolgreich in den Weltcup zurück. Bei ihren dritten Weltmeisterschaften im Engadin musste sie sich nur der Schweizerin Fanny Smith geschlagen geben und holte die Silbermedaille.

## Erfolge

### Olympische Spiele
- Peking 2022: 6. Skicross

### Weltmeisterschaften
- Idre 2021: 5. Skicross
- Bakuriani 2023: 17. Skicross
- Engadin 2025: 2. Skicross

### Weltcup
- 38 Platzierungen unter den besten zehn, davon 9 Podestplätze
- 1 Podestplatz in einem Mixed-Wettbewerb

### Weltcupwertungen
| Saison  | Gesamt                              | Gesamt                              | Skicross                            | Skicross                            |
| Saison  | Platz                               | Punkte                              | Platz                               | Punkte                              |
| ------- | ----------------------------------- | ----------------------------------- | ----------------------------------- | ----------------------------------- |
| 2017/18 | 202.                                | 1                                   | 37.                                 | 10                                  |
| 2018/19 | 196.                                | 0,18                                | 40.                                 | 2                                   |
| 2019/20 | 46.                                 | 25                                  | 11.                                 | 275                                 |
| 2020/21 | –                                   | –                                   | 6.                                  | 382                                 |
| 2021/22 | –                                   | –                                   | 10.                                 | 306                                 |
| 2022/23 | –                                   | –                                   | 11.                                 | 335                                 |
| 2023/24 | verletzungsbedingt keine Ergebnisse | verletzungsbedingt keine Ergebnisse | verletzungsbedingt keine Ergebnisse | verletzungsbedingt keine Ergebnisse |

### Nor-Am Cup
- Saison 2015/16: 3. Skicross-Wertung
- Saison 2017/18: 6. Skicross-Wertung
- Saison 2018/19: 5. Gesamtwertung, 2. Skicross-Wertung
- Saison 2022/23: 5. Skicross-Wertung
- 17 Podestplätze, davon 1 Sieg:

| Datum         | Ort        | Land   | Disziplin |
| ------------- | ---------- | ------ | --------- |
| 22. März 2023 | Craigleith | Kanada | Skicross  |

### Europacup
- Saison 2020/21: 8. Skicross-Wertung
- 2 Podestplätze, davon 1 Sieg:

| Datum        | Ort       | Land       | Disziplin |
| ------------ | --------- | ---------- | --------- |
| 7. März 2021 | Reiteralm | Österreich | Skicross  |

### Juniorenweltmeisterschaften
- Val Thorens 2016: 6. Skicross

### Weitere Erfolge
- 4 Siege in FIS-Rennen